# Леонид Кучма
Леонид Данилович Кучма (укр. Леоні́д Дани́лович Ку́чма, рус. Леони́д Дани́лович Ку́чма; Чајкино, 9. август 1938) је бивши председник Украјине и бивши премијер Украјине.
Године 1960. завршио је Факултет за физику и технику Дњепропетровског државног универзитета. Након дипломирања радио је у ваздухопловној индустрији - у пројектном бироу „Южное" у Дњепропетровску. У 28-ој години је постао технички директор за испитивања на космодрому Бајконур.
Био је члан Централног комитета Комунистичке партије СССР.
Од 1982. године био је заменик главног конструктора, а 1986-1992. директор „Южный машиностроительный завод". Један је од оснивача Академије технолошких наука Украјине.
Од 1990. до 1992. године био је посланик у парламенту (Врховној Ради). 1992. је постао украјински премијер, али је већ идуће године дао оставку. У марту 1994. године је поново изабран за посланика, након чега се кандидовао за председника државе. Функцију председника Украјине обављао је у два мандата.
Кучма је преузео дужност након победе на председничким изборима 1994. против свог ривала, тадашњег председника Леонида Кравчука. Кучма је поново изабран за додатни петогодишњи мандат 1999. Корупција се убрзала након Кучминог избора 1994. године, али је у периоду 2000–2001, његова моћ почела да слаби због изложености у медијима. Кучмина администрација започела је кампању цензуре медија 1999. године, што је довело до хапшења новинара, смрти Георгија Гонгаџеа и каснијих касетних скандала и масовних протеста. Украјинска економија је наставила да слаби до 1999. године, док је раст забележен од 2000. године, доневши релативни просперитет неким сегментима урбаног становништва. Током његовог председничког мандата украјинско-руске везе су почеле да се побољшавају.

## Младост
Леонид Данилович Кучма рођен је 9. августа 1938. у селу Чајкине у Черниговској области. Његов отац Данило Прокопович Кучма (1901–1942) је рањен у Другом светском рату и на крају је умро од задобијених рана у пољској болници #756 (код села Новоселице) када је Леонид имао четири године. Његова мајка Параска Трохимовна Кучма је радила у колхозу.
Кучма је похађао општеобразовну школу Костобобрив у суседном Семенивском округу. Касније се уписао на Дњепропетровски национални универзитет и дипломирао 1960. године са дипломом машинског инжењера (смер ваздухопловство). Године 1960, придружио се Комунистичкој партији Совјетског Савеза. Кучма је био кандидат техничких наука.
Године 1967. Кучма се оженио Људмилом Талалајевом.

## Каријера
Након дипломирања, Кучма је радио у области ваздухопловног инжењеринга у Јужном дизајнерском бироу у Дњепропетровску. Са 28 година постао је директор тестирања у Бироу, и био је распоређен на космодрому Бајконур.
Неки политички посматрачи су сугерисали да је Кучмину рану каријеру значајно подстакао његов брак са Људмилом Талалајевом, усвојеном ћерком Генадија Туманова, главног инжењера Јужмаша, а касније и совјетског министра средишње машиноградње.
Са 38 година Кучма је постао шеф комунистичке партије у Јужној машиноградњи и члан Централног комитета Комунистичке партије Украјине. Био је делегат 27. и 28. конгреса Комунистичке партије Совјетског Савеза. Крајем 1980-их Кучма је отворено критиковао Комунистичку партију.
Године 1982. Кучма је постављен за првог заменика генералног инжењера пројектовања у Јужмашу, а од 1986. до 1992. године био је на позицији генералног директора компаније. Од 1990. до 1992. Кучма је био члан Врховне раде (Украјинског парламента). Године 1992. именован је за премијера Украјине. Поднео је оставку годину дана касније, жалећи се на „спор темпо реформи“. Поново је изабран у парламент 1994.

## Породица
Ћерка Елена Леонидовна Пинчук (1970), оснивач Фондације АНТИСПИД и шеф надзорног одбора медијске групе StarLightMedia, која укључује ТВ канале СТБ, ICTV, Новый, QTV, М1, M2 и низ других медијских кућа. Удата за познатог бизнисмена и јавну личност милијардера Виктора Пинчука, претходно удата за политичара Игора Франчука.

## Оставштина
Кучмино наслеђе као председника Украјине се показало да изазива поделе и контроверзе. Обично се назива ауторитарним,, а његови напади на независне медије, као и његове економске реформе, наставили су да утичу на Украјину у годинама након што је напустио функцију. Кучма, историјски популаран након што је напустио функцију чак и упркос наранџастој револуцији, почео је да губи у популарности од 2021. године.
Кучмини клеветници су га оптуживали да је својим економским реформама успоставио украјинске олигархе, и многи олигарси су ушли у политику током његовог председниковања, међу њима и Кучмин зет Виктор Пинчук, Виктор Медведчук, Игор Бакај, Костјантин Жеваго и Георгиј Кирпа.
Кучмино политичко наслеђе је такође било утицајно. Сваки од његових наследника, осим Владимира Зеленског, започео је своју политичку каријеру под и уз Кучму. Неколико других политичара, попут Медевдчука, Володимира Литвина, Леонида Деркача, Володимира Хорбулина и Александра Омелченка такође је промовисао Кучма током свог мандата.
Упркос бројним кршењима људских права током свог мандата, попут намештања гласова на председничким изборима 2004. и мистериозне смрти бројних политичких противника, међу којима су Гонгаџе и Вјачеслав Чорновил, Кучма никада није оптужен за злочин, и бројни покушаји да се то учини показали су се неуспешним.

## Награде
Председник Азербејџана Хејдар Алијев је 6. августа 1999. одликовао Кучму орденом Азербејџана Истиглал за допринос азербејџанско-украјинским односима и стратешкој сарадњи између држава.